# Tiksagevimab/cilgavimab
Tiksagevimab/cilgavimab, pod zaščitenim imenom Evusheld, je zdravilo, ki vsebuje dve monoklonski protitelesi, tiksagevimab (AZD8895) in cilgavimab (AZD1061), ki se vežeta na konično beljakovino na površini virusa SARS-CoV-2. Uporablja se za zdravljenje covida 19 ter kot zaščita pred izpostavitvijo (za preprečevanje okužbe).
Razvilo ga je britansko-švedsko farmacevtsko podjetje AstraZeneca. Zdravilo vsebuje dve ločeni viali, saj sta protitelesi pakirani ločeno. Daje se v obliki dveh ločenih, zaporednih intramuskularnih injekcij.

## Klinična uporaba
Zdravilo je bilo sprva odobreno za preprečevanje okužbe s covidom 19, kot zaščita pred izpostavitvijo. Evropska agencija za zdravila ga je za to indikacijo odobrila marca 2022. Novembra 2022 je bila v EU odobrena tudi uporaba zdravila pri zdravljenju okužbe s covidom 19.

### Zaščita pred izpostavitvijo
Tiksagevimab/cilgavimab se uporablja za preprečevanje okužbe s covidom 19 pri odraslih in mladostnikih, starih 12 let ali več ter s telesno maso vsaj 40 kg. Uporablja se zlasti pri osebah, ki se slabo odzovejo na cepljenje, predvsem osebah z zelo okrnjenim imunskim sistemom. Tiksagevimab/cilgavimab naj bi po podatkih temeljne raziskave v obdobju 6 mesecev ranljive osebe ščitil pred morebitno ponovno okužbo v približno 80 %. Podatki veljajo za zgodnejše različice virusa, pred pojavom različice omikron.

### Zdravljenje okužbe s covidom 19
Tiksagevimab/cilgavimab se uporablja za zdravljenje bolnikom s covidom 19, ki so stari vsaj 12 let in imajo telesno maso vsaj 40 kg, in sicer pri tistih, ki ne potrebujejo dodatnega kisika, vendar pri njih obstaja večje tveganje za napredovanje v hudo obliko bolezni.

## Neželeni učinki
V kliničnih preskušanjih so osebe zdravilo načeloma dobro prenašale in neželeni učinki so bili na splošno blagi. Majhno število ljudi je poročalo o reakcijah na mestu injiciranja ali preobčutljivosti. V redkih primerih je lahko preobčutljivostna reakcija huda, lahko se razvije tudi anafilaksija. V eni od kliničnih raziskav je bila pogostnost resnih srčno-žilnih dogodkov (med drugim tudi miokardnega infarkta) večja pri osebah, ki so prejemale tiksagevimab/cilgavimab (pri 0,7 % oseb) v primerjavi s tistimi, ki so prejemale placebo (0,3 %). Večina preiskovancev, pri katerih je prišlo do srčno-žilnega dogodka, je imela že v osnovi povečano tveganje za njihov pojav oziroma je srčno-žilni dogodek doživela tudi že v preteklosti. Vzročne povezave med zdravilom in pojavom srčno-žilnih dogodkov niso dokazali.

## Mehanizem delovanja
Tiksagevimab in cilgavimab sta različni rekombinantni humani monoklonski protitelesi, ki se pritrdita na dve različni mesti konične beljakovine virusa SARS-CoV-2 (virusa, ki povzroča covid 19). Ko se protitelesa v zdravilu pritrdijo na konične beljakovine na površini virusa, virus ne more vstopiti v celice, kjer se razmnožuje, in tako ne more povzročiti okužbe s covidom 19.